# Berten
Berten (officieel: Berthen) is een gemeente in de Franse Westhoek, in het Franse Noorderdepartement. Berten ligt in Frans-Vlaanderen in de streek de Westhoek. Zij grenst aan de gemeenten Boeschepe, Sint-Janskappel, Meteren en Godewaarsvelde. Berten ligt in het midden van het Frans-Vlaamse Heuvelland, tussen de Katsberg, de Kokereelberg en de Zwartenberg. De gemeente telt ruim 500 inwoners.

## Etymologie
De naam van het dorpje is afgeleid van Berting (grond van Berto) en werd in 1123 voor het eerst vermeld als Bertina. In 1423 was dit Bertina.

## Geschiedenis
Berten was een heerlijkheid die in 1660 tot markizaat werd verheven. In 1650 werd hier een klooster met een school gesticht door de Broeders van Sint-Antonius. In 1793 werd dit klooster opgeheven en de gebouwen vernield. Het was de schilder Nicolas Ruyssen die het klooster weer nieuw leven inblies, hij kocht de ruïne in 1819 en stichtte er in 1821 een school met hulp van de Broeders van de Christelijke Scholen. Dit alles leidde tot de stichting van de Abdij op de Katsberg. 

## Bezienswaardigheden
- De Sint-Blasiuskerk (Église Saint-Blaise)

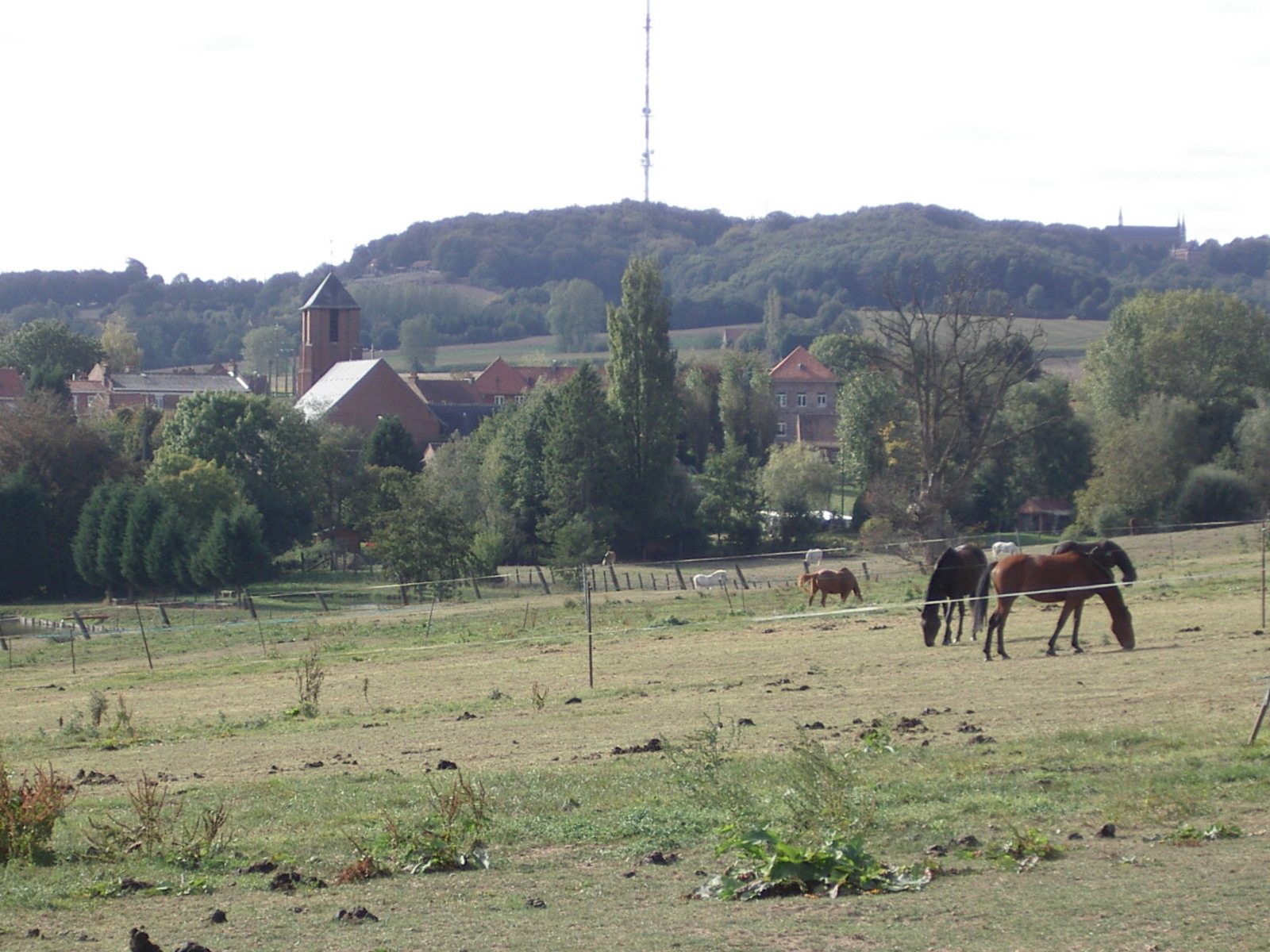
Berten en de Katsberg
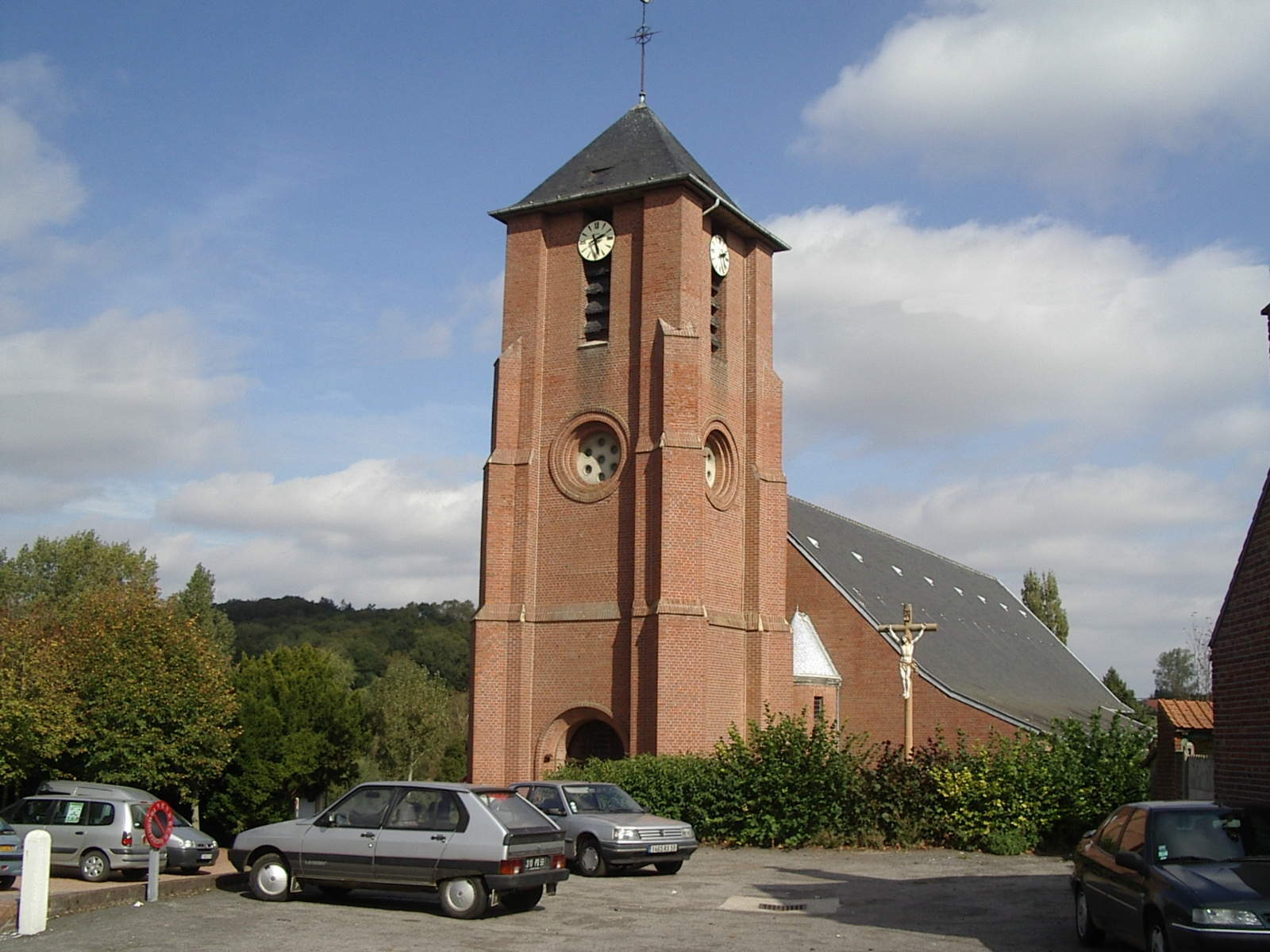
De Sint-Blasiuskerk
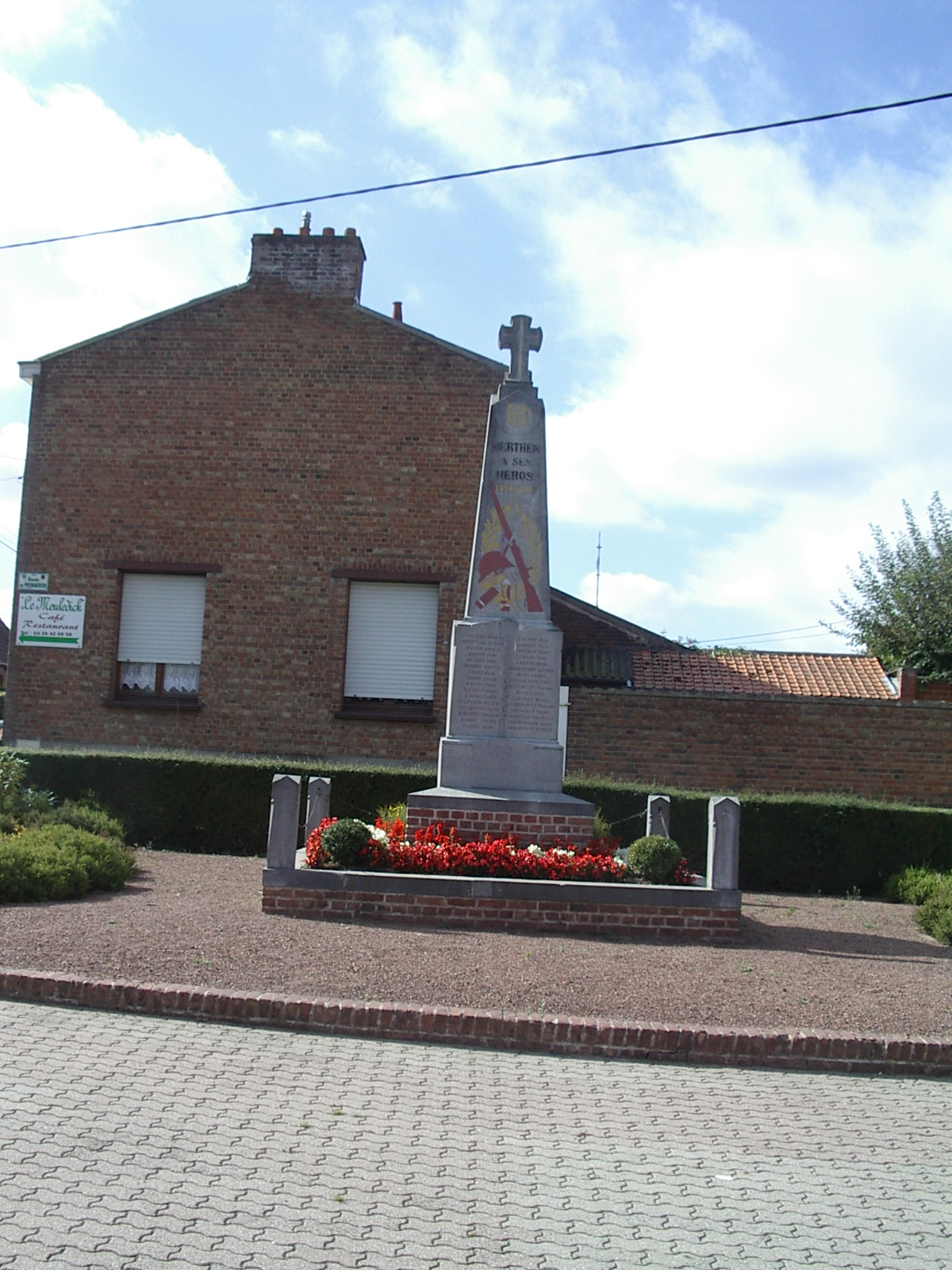
Het Monument voor de Doden

## Geografie
De oppervlakte van Berten bedraagt 5,2 km², de bevolkingsdichtheid is 99,4 inwoners per km². De geografische coördinaten zijn 50° 47' N.B. 2° 42' O.L.
Het dorp ligt op 45 meter hoogte in het West-Vlaams Heuvelland. In de nabijheid liggen de Katsberg, de Zwarteberg en de Kokereelberg. De hoogte van de gemeente varieert van 32 tot 162 meter.

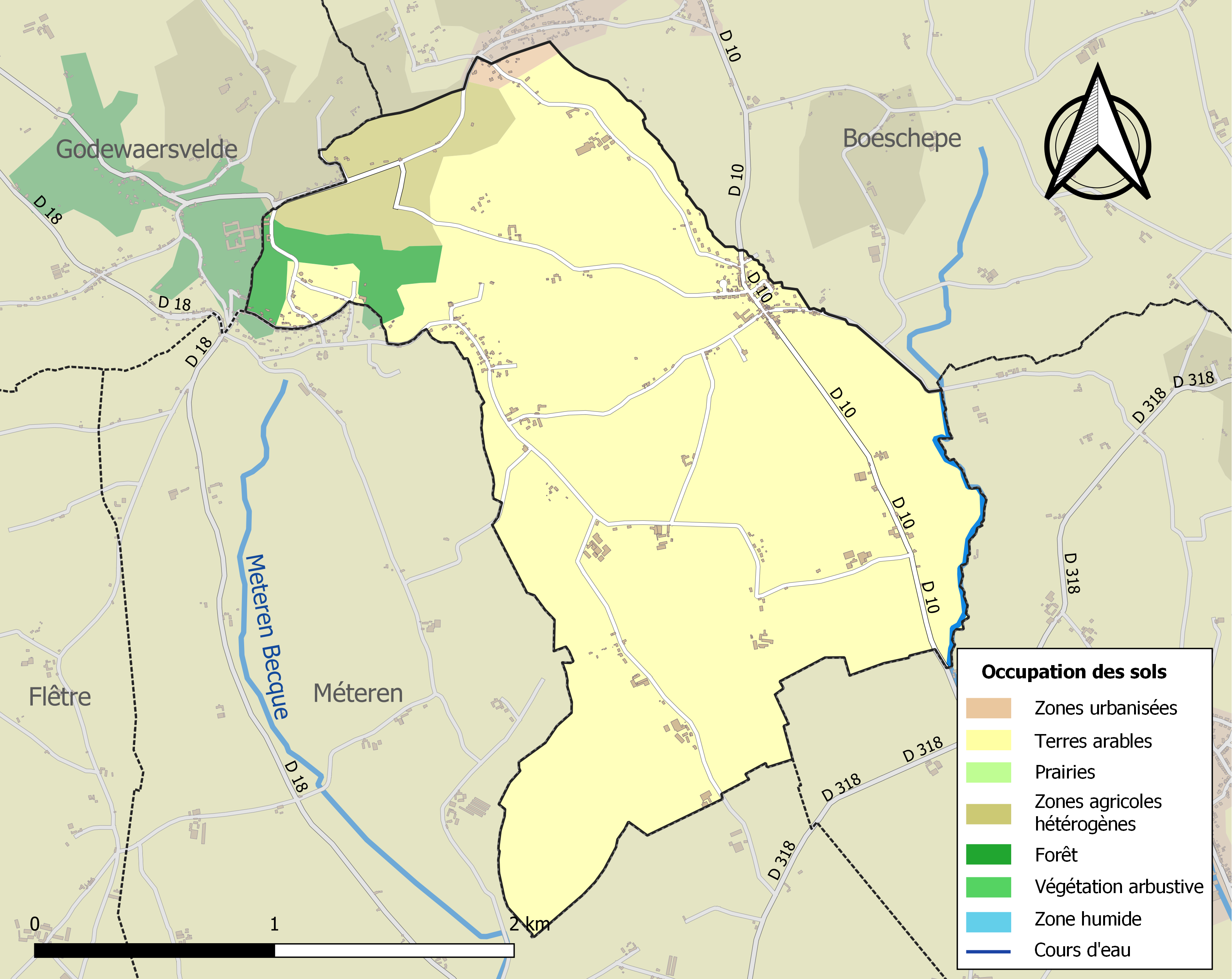
Kaart van de gemeente met belangrijkste infrastructuur, bodemgebruik en omliggende gemeenten

## Demografie
Onderstaande figuur toont het verloop van het inwonertal (bron: INSEE-tellingen).

## Nabijgeklegen kernen
Sint-Janskappel, Boeschepe, Westouter, Godewaarsvelde